# Bodyguard Kiba (film, 1993)
Pour les articles homonymes, voir Bodyguard Kiba.
Pour le film de 1973, voir Bodyguard Kiba (film, 1973).
Série
Bodyguard Kiba: Apocalypse of Carnage
(1994)
Pour plus de détails, voir Fiche technique et Distribution.
Bodyguard Kiba (ボディガード牙, Bodigaado Kiba) est un film japonais réalisé par Takashi Miike, sorti en 1993, sur le format V-Cinema.
Le scénario a été écrit par Hisao Maki et Tetsuya Sasaki, d'après le manga d'Ikki Kajiwara et Ken Nakagusuku.
Il a pour suite Bodyguard Kiba: Apocalypse of Carnage et Bodyguard Kiba 3.

## Synopsis
Junpei, un yakuza de bas étage, vole 500 millions de yens à son patron. Pendant qu'il se fait interroger, une intervention des forces de police lui sauve la vie, mais l'emmène en prison où il séjournera pendant cinq ans. Avant sa sortie, il engage l'invincible garde du corps professionnel Kiba pour l'escorter jusqu'à l'endroit où il a caché son trésor, et où il retrouvera sa fiancée pour s'échapper avec elle pour toujours. Tout le long de leur aventure, les deux protagonistes se font attaquer par des yakuzas rancuniers, et même par des élèves d'un dojo rival, lorsque Kiba déclare que son karaté est plus efficace que le leur.

## Fiche technique
- Réalisation : Takashi Miike
- Scénario : Hisao Maki et Tetsuya Sasaki
- D'après le manga de Ikki Kajiwara et Ken Nakagusuku
- Production : Hirohiko Suekichi
- Musique : Tomio Terada
- Pays :  Japon
- Langue : Japonais

## Distribution
| Acteur           | Rôle     |
| ---------------- | -------- |
| Hisao Maki       |          |
| Masaru Matsuda   |          |
| Daisuke Nagekura | Lui-même |
| Ren Osugi        | Lui-même |
| Megumi Sakita    |          |
| Shinobu Tanaka   |          |
| Takeshi Yamato   |          |